# Groupe Areion
Pour les articles homonymes, voir Areion (homonymie).
Le groupe Areion est le premier éditeur de presse français spécialisé en géopolitique et défense. Basé à Aix-en-Provence et Paris, il édite une dizaine de journaux et magazines diffusés en France en kiosque (via les MLP), en librairie et dans une trentaine de pays étrangers. Le groupe Areion est dirigé par le géographe et politologue français Alexis Bautzmann,, son fondateur (2003).

## Principaux titres édités

### Diplomatie
- bimestriel consacré aux relations internationales et aux conflits et questions géopolitiques contemporaines[6] ;
- créé en février 2003 par Alexis Bautzmann et édité par les éditions Strataegis, revendu la même année au groupe Areion ;
- diffusé à 40 000 exemplaires en France et dans 37 pays étrangers.

### Moyen-Orient
- trimestriel consacré à la géopolitique du monde arabo-musulman[7],[8] ;
- créé en août 2009 par le groupe Areion ;
- diffusé à 35 000 exemplaires en France et dans 18 pays étrangers.

### Carto
- bimestriel consacré à l'analyse de l'actualité internationale par les cartes[9],[10] ;
- créé en juillet 2010 par le groupe Areion ;
- diffusé à 40 000 exemplaires en France et dans 26 pays étrangers.

### Défense et Sécurité internationale(DSI)
- mensuel (jusqu'en 2014) puis bimestriel consacré aux questions géostratégiques et militaires ;
- créé en janvier 2005 par le groupe Areion ;
- diffusé à 50 000 exemplaires en France et dans 28 pays étrangers.

### L'Europe
- mensuel consacré aux questions géopolitiques à la géopolitique européenne, en partenariat avec Toute L'Europe ;
- édité (sous licence) en mai 2025 par le groupe Areion ;
- diffusé à 55 000 exemplaires en France et dans 12 pays étrangers.

## Titres interrompus ou modifiés
- Enjeux Méditerranée
  - trimestriel consacré aux questions géopolitiques, économiques et culturelles[11] de l'Europe méridionale, du Maghreb, du Machrek et des pays du golfe Persique ;
  - créé en avril 2006 par le groupe Areion, transformé en une nouvelle formule en 2009 à travers le magazine Moyen-Orient[12] ;
  - diffusé à 35 000 exemplaires en France et dans 14 pays étrangers.
- Europa
  - trimestriel consacré à la politique, l'économie, l'histoire et les relations internationales de l'Europe ;
  - créé en novembre 2009 par le groupe Areion ;
  - diffusé à 30 000 exemplaires en France et dans 14 pays étrangers.

- Technology and Armament
  - bimestriel (initialement trimestriel) consacré aux sciences et technologies de défense ;
  - créé en mai 2006 sous le nom Technologie & Armement par le groupe Areion ;
  - renommé DSI-Technologies en septembre 2008 ;
  - il change une nouvelle fois de formule en 2010 pour devenir intégralement anglophone ;
  - diffusé à 25 000 exemplaires en France et dans 22 pays étrangers.

- Histoire & Stratégie
  - bimestriel consacré à l'histoire et aux stratégies militaires ;
  - créé en juin 2010 par le groupe Areion ;
  - diffusé à 25 000 exemplaires en France et dans 12 pays étrangers.

## Accueil
Le journaliste Jean-Dominique Merchet cite les magazines du groupe Areion, notamment DSI (Défense et sécurité internationale), Histoire et stratégie, Diplomatie, Carto et Moyen-Orient, comme étant la preuve que « ces sujets intéressent suffisamment de lecteurs pour faire vivre des magazines de qualité ».
Selon le journaliste Jean-Dominique Merchet, le mensuel DSI est « bien connu de tous les passionnés de la chose militaire », et le « mensuel s'est rapidement imposé comme une référence dans son domaine et accueille volontiers les articles de jeunes officiers ».
Le Monde décrit le trimestriel Moyen-Orient comme « un bel objet de vulgarisation universitaire qui combine des textes de facture académique, rédigés par les meilleurs spécialistes de la question, à une mise en page richement illustrée ».